# Coraline (Film)
Coraline ist ein Animationsfilm des US-amerikanischen Regisseurs Henry Selick aus dem Jahr 2009. Die im Stop-Motion-Verfahren hergestellte 3D-Produktion basiert auf dem gleichnamigen Roman von Neil Gaiman, der von Selick selbst für die Kinoleinwand adaptiert wurde, wobei die Handlung deutlich erweitert und verändert wurde.

## Handlung
Die elfjährige Coraline Jones bezieht mit ihren Eltern eine Wohnung in einer abgelegenen, heruntergekommenen Villa auf dem Land, die mittlerweile zu einem Mehrfamilienhaus umgebaut wurde. Coralines vielbeschäftigte Eltern schenken der fantasievollen Tochter kaum Beachtung und arbeiten fieberhaft an der bevorstehenden Veröffentlichung eines gemeinsamen Gartenkatalogs. Coraline macht sich mit einer Wünschelrute auf die Suche nach einem alten Brunnen. Sie trifft auf Wyborne Lovat, genannt „Wybie“. Der naseweise und geschwätzige Nachbarsjunge, dessen Großmutter die Villa gehört, hat eine Vorliebe für dunkle Kleidung und skurrile Auftritte, die stets von einem schwarzen Kater begleitet werden. Ebenfalls exzentrisch sind Coralines Nachbarn. Der russische Emigrant und riesige Akrobat Mr. Bobinsky lebt im Dachgeschoss und gibt vor, heimlich einen Springmäusezirkus zu trainieren. Das Kellergeschoss bewohnen die beiden ehemaligen britischen Varietékünstlerinnen Miss Spink und Miss Forcible, die drei Scottish Terrier halten, die wie ihre ausgestopften Vorfahren von ihnen verehrt werden.
Als sich Coraline langweilt, stößt sie im Wohnzimmer auf eine verschlossene kleine Tür, die sich hinter der Tapete befindet. Als ihre Mutter die Tür mit einem Schlüssel öffnet, verbirgt sich dahinter nur eine Backsteinmauer. Kurze Zeit später stattet Wybie Coraline einen Besuch ab und schenkt ihr eine Puppe, die ihr erstaunlich ähnlich sieht. Er hat diese bei seiner Großmutter gefunden. Wybies Großmutter hat ihrem Enkel strengstens verboten, das Mietshaus zu betreten, da ihre Schwester im Kindesalter vor langer Zeit spurlos im Haus verschwand. In derselben Nacht wird Coraline von einer kleinen knopfäugigen Springmaus geweckt. Sie folgt dieser durch die Tür in der Wand, hinter der sich nun ein Tunnel in eine andere Welt befindet, in der Coraline die nötige Zuwendung und Aufmerksamkeit bekommt, die ihr bisher versagt blieb.
In dieser Welt sind Coralines Eltern stets gutgelaunt. Ihre andere Mutter kümmert sich regelmäßig um ein köstliches Abendessen, der Vater übt an einem mechanischen Klavier und gestaltet den Garten nach dem Antlitz seiner Tochter. Der aufdringliche und hyperaktive Wybie hat die Sprache verloren und kann das Mädchen nicht mehr unterbrechen. Mr. Bobinsky lädt sie in eine Vorstellung des Springmäusezirkus ein, während die beiden alternden Revuestars einige Gesangsnummern für Coraline aufführen und wieder an Jugend gewinnen. Mehrfach besucht das Mädchen die Parallelwelt, deren Menschen und Tiere sich scheinbar nur durch Knöpfe anstelle von Augen von ihren Ebenbildern in der realen Welt unterscheiden. Dort trifft sie auch auf Wybies Kater, der wie sie den Tunnel durchquert hat und nun die menschliche Sprache beherrscht. Er und Coraline sind die einzigen in der Parallelwelt, die über normale Augen verfügen. Er beginnt Coraline vor ihrer anderen Mutter zu warnen.
Dieses Schlaraffenland beginnt, sich in einen Alptraum zu verwandeln, als Coraline das Angebot der anderen Mutter ausschlägt, ihre Augen ebenfalls gegen zwei Knöpfe auszutauschen, um auf diese Weise auf ewig Asyl in der schönen Parallelwelt zu erhalten. Hinter der anderen Mutter verbirgt sich in Wirklichkeit eine alte spinnenartige Frau, die Kinderseelen fängt, um diese als Mittel gegen ihre Einsamkeit zu versklaven. Als Spion in der tristen Wirklichkeit bediente sich die Hexe der identisch aussehenden Puppe, die Wybie Coraline ohne böse Absichten geschenkt hat. Coraline erkennt, dass das versprochene Schlaraffenland hinter dem wenige Meter entfernten Waldrand aufhört und dass es sich bei den meisten Menschen und Tieren in Wirklichkeit nur um einfache Stoffpuppen handelt.
In einem Spiel mit der Hexe befreit Coraline mit Hilfe des anderen Wybie, der Katze und eines magischen Steins von Miss Spink und Miss Forcible die drei bisher erbeuteten Kinderseelen, darunter auch die verschwundene Schwester ihrer Vermieterin. Auch gelingt es Coraline, ihre Eltern zu retten, welche die Hexe aus der realen Welt entführt und in eine Schneekugel gesperrt hat. Zurück in der wirklichen Welt, wehrt Coraline mit Hilfe von Wybie einen erneuten Angriff der Hexe ab. Deren Klaue versucht vergeblich, in den Besitz des Wandtürschlüssels zu gelangen, der von den beiden Kindern im tiefen Brunnen versenkt wird. Coralines Eltern haben nach der Vertreibung der Hexe keine Erinnerungen an die Geschehnisse. Sie widmen ihrer Tochter nach der Katalogveröffentlichung mehr Aufmerksamkeit und machen ihr auch Geschenke. Im Sommer bepflanzen Mutter und Vater gemeinsam mit den übrigen Nachbarn auf Coralines Wunsch den Garten mit Tulpen. Auch Wybie und seine Großmutter schließen sich der Gartengesellschaft an.

## Produktion und Veröffentlichung

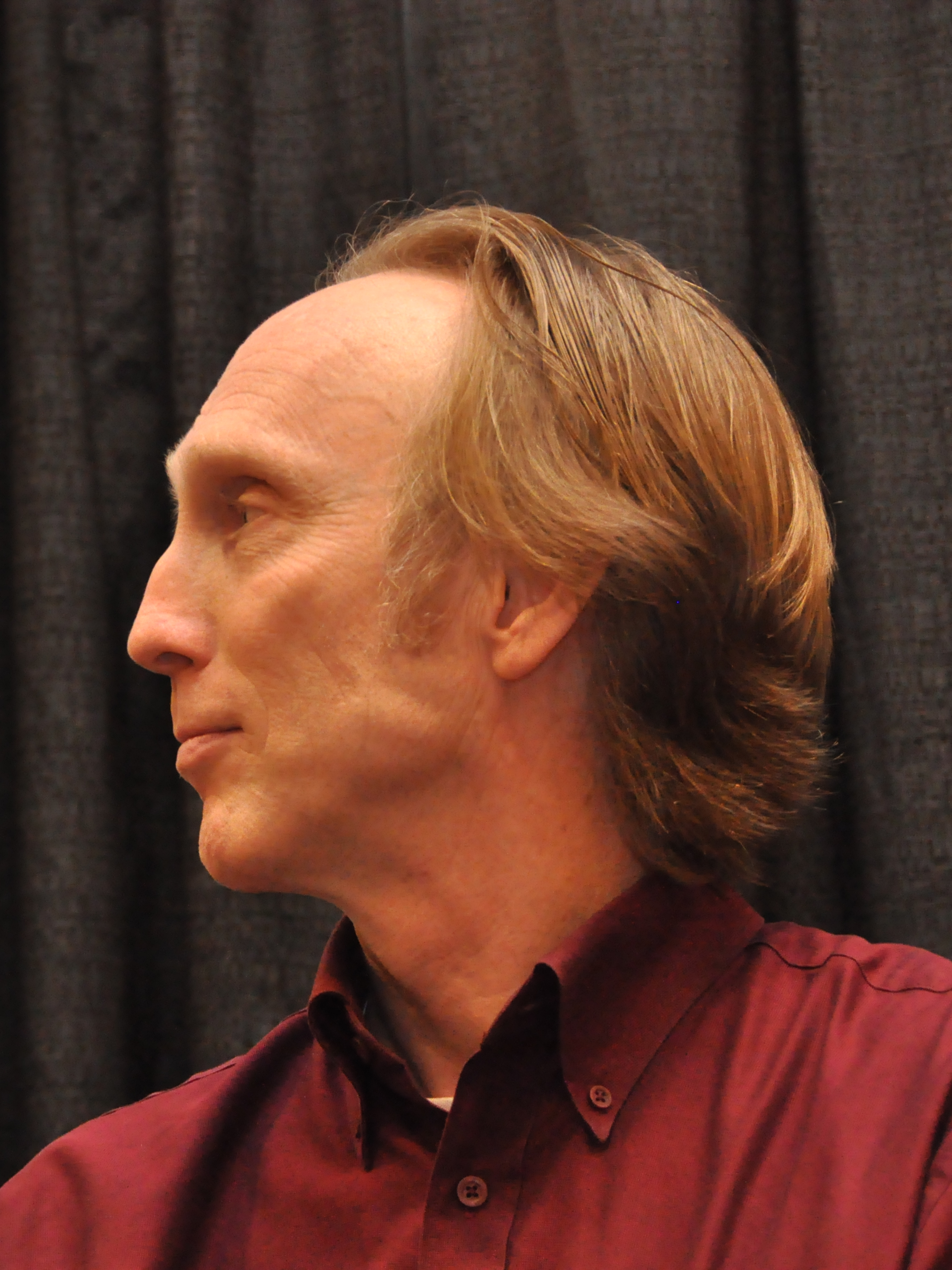
Regisseur Henry Selick während der South by Southwest 2009.

Neben Drehbuchautor und Regisseur Henry Selick, bekannt aus vergleichbaren Werken wie Nightmare Before Christmas und James und der Riesenpfirsich, wirkten an dem Film Pete Kozachik als Kameramann sowie Christopher Murrie und Ronald Sanders als Editoren mit. Das Szenenbild entwarf Henry Selick und die Musik komponierte Bruno Coulais. Das Duo They Might Be Giants nahm für Coraline mehrere Titel auf, von denen aber schließlich nur ein Song für den Film verwendet wurde. Produziert wurde der Film von Laika Entertainment und Pandemonium.
Der ursprüngliche Autor Neil Gaiman soll Coraline als Geschichte für seine eigenen Kinder geschrieben haben, ließ aber Henry Selick bereits sehr früh ein Exemplar zukommen. Als Außenseiter des Filmgeschäfts soll es Selick jedoch schwergefallen sein, den Film umzusetzen, da die nötigen Geldgeber nur schwer aufzutreiben waren. So war auch eine Umsetzung als Realfilm im Gespräch.
Universal Studios vertreibt den Film weltweit. Premiere war am 5. Februar 2009 beim Portland International Film Festival, danach folgten Kinostarts in Nord- und Südamerika, Europa, Asien, Südafrika und Australien. Am 13. August 2009 kam der Film in die deutschen Kinos. In den USA erschien 2009 eine DVD mit Coraline bei Universal.
Die deutsche DVD enthielt bei der Erstveröffentlichung die 2D-Version sowie eine 3D-Version, weswegen der Doppel-DVD vier Rot-Grün-Brillen beigelegt sind. Im Vorspann der 3D-Version wird darauf hingewiesen, dass es bis zu fünf Minuten dauern kann, bis der 3D-Effekt eintritt. Spätere Auflagen enthielten nur noch die 2D-Version.
Im August 2024 erfolgte in verschiedenen Kinos deutschlandweit eine Wieder-Aufführung im Rahmen des 15. Jubiläums des Films.

## Synchronisation
Die RC Production Kunze & Wunder GmbH & Co. KG in Berlin übernahm die Synchronarbeiten. Oliver Rohrbeck schrieb das Dialogbuch und führte die Dialogregie.
| Rolle                                | Englischer Sprecher | Deutscher Sprecher   |
| ------------------------------------ | ------------------- | -------------------- |
| Coraline Jones                       | Dakota Fanning      | Luisa Wietzorek      |
| Mutter / andere Mutter / alte Vettel | Teri Hatcher        | Bettina Weiß         |
| Miss April Spink                     | Jennifer Saunders   | Isabella Grothe      |
| Miss Miriam Forcible                 | Dawn French         | Katja Nottke         |
| Katze                                | Keith David         | Reiner Schöne        |
| Vater / anderer Vater                | John Hodgman        | Patrick Winczewski   |
| Wyborne „Wybie“ Lovat                | Robert Bailey Jr.   | Hannes Maurer        |
| Sergei Alexander Bobinsky            | Ian McShane         | Klaus-Dieter Klebsch |
| Miss Lovat, Wybies Großmutter        | Caroline Crawford   | Luise Lunow          |

## Rezeption
Der Film bekam durchweg positive Kritiken.
David Edelstein vom New York Magazine beschreibt Coraline als „ausgezeichneten, bezaubernden und streckenweise entnervenden Film“, dessen althergebrachte Animationstechnik mit Computeranimationen noch verbessert wurde. Die Musik bewege sich zwischen Kinderchören und Eine Nacht auf dem kahlen Berge und Selick habe für die Handlung atemberaubende Umgebungen geschaffen. Doch hätte dem Film mehr Konzentration auf die Handlung anstatt auf die Effekte gutgetan und der Junge Wybie, den Selick in die Handlung eingefügt hat, zerstöre den Höhepunkt des Films. An den ersten vier Tagen spielte der Film über 18 Millionen US-$ ein.
Deutsche Kritiker loben insbesondere die Kombination aus Stop-Motion und Computeranimation. Thomas Klein, Autor der Berliner Zeitung, hebt besonders hervor, dass der Film nicht für Kinder geeignet sei, da er viele Ängste thematisiere. Zudem sieht er im Film eine Auseinandersetzung mit einer Drogensucht, die ähnlich wie die Traumwelt zunächst verlockend sei, doch dann schwere Folgen habe. Laut David Kleingers vom Spiegel sei die Umsetzung „trotz überbordender Zeiglust nie effektheischend“ und der Film verzaubere, ohne kitschig zu wirken. Dabei biete die Handlung keine einfache Moral, sondern sei tiefsinnig und lasse „viel Raum für unausgesprochene Träume und Ängste“.

## Auszeichnungen
Ende November 2009 wurde Coraline mit dem BAFTA Children’s Award als bester Film ausgezeichnet. Bei der Verleihung der Annie Awards am 6. Februar 2010 führte Selicks Regiearbeit mit zehn Nominierungen das Feld der favorisierten Filme noch vor Oben (neun Nominierungen) an, musste sich jedoch in den Kategorien Film und Regie der Pixar-Produktion geschlagen geben und gewann drei Preise (bestes Character Design, beste Filmmusik und Szenenbild).
Ebenfalls Nominierungen erhielt Coraline in der Sparte Animationsfilm bei der Oscarverleihung 2010, Golden-Globe-Verleihung 2010, den Broadcast Film Critics Association Awards 2010 und der Filmkritikervereinigung von Washington D.C. 2009.
Die Deutsche Film- und Medienbewertung (FBW) vergab das Prädikat besonders wertvoll.